# Tibetischer Kalender

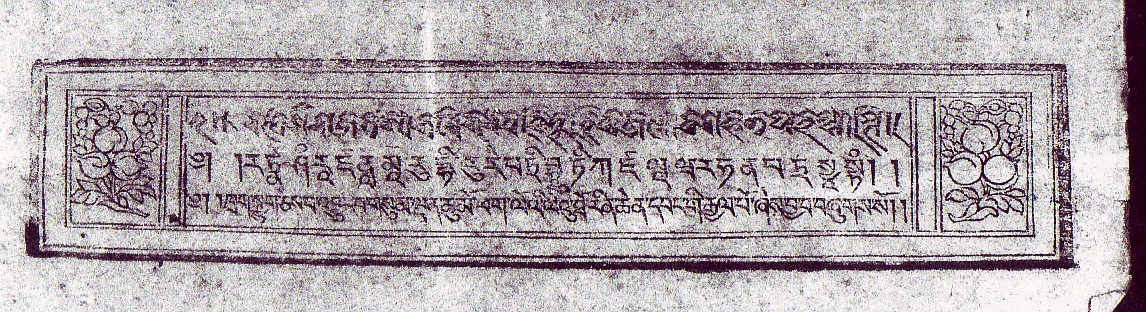
Titelseite eines tibetischen Kalenders aus Lhasa für das Wasser-Schwein Jahr 1923/24

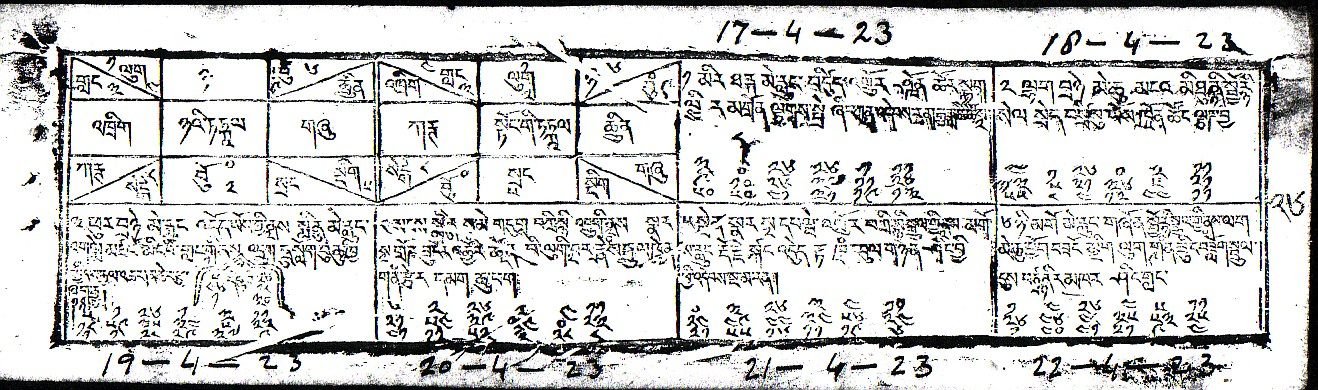
Beginn des 3. Hor-Monats im tibetischen Kalender aus Lhasa für das Wasser-Schwein Jahr 1923/24

Der tibetische Kalender (tibetisch བོད་ཀྱི་ལོ་ཐོ Wylie bod kyi lo tho, auch le'u-tho) ist ein astronomischer, lunisolarer Kalender. Für die tibetische Astronomie war die jährliche, mit dem Sandabakus ausgeführte Errechnung eines Kalenders eine der Hauptaufgaben.
Das tibetische Jahr besteht aus 12 oder 13 lunaren Monaten (tib.: tshes-zla), die jeweils grob gesprochen mit dem ersten Tag nach dem Neumond beginnen.
Auf der Grundlage, dass 65 solare Monate (tib.: khyim-zla) 67 synodischen bzw. lunaren Monaten entsprechen, wurde regelmäßig alle 32,5 Monate ein Schaltmonat (tib.: zla-bshol) hinzugefügt, sodass das tibetische Jahr im Durchschnitt dem solaren Jahr entspricht.
Bis in die Neuzeit waren in den verschiedenen Regionen Tibets zeitgleich mehrere, unterschiedliche Kalender in Gebrauch. Die Gebräuchlichsten waren die Kalender nach der Kalenderrechnung des Kālacakratantra, der Kalenderrechnung der Phugpa-Schule und der Kalenderrechnung der Tshurphu-Schule.

## Geschichte
Während der Zeit der tibetischen Yar-lung Dynastie wurden die Jahre mit den 12 Tiernamen des Ostasiatischen Tierkreiszyklus bezeichnet. Die Monate wurden nach den vier Jahreszeiten bezeichnet und das Jahr begann mit dem Sommer.
Die Übersetzung des buddhistischen Kālacakratantra in der 2. Hälfte des 11. Jahrhunderts markierte den Anfang einer vollständigen Änderung des tibetischen Kalenders. Das erste Kapitel dieses Werkes enthielt u. a. die Beschreibung eines indischen astronomischen Kalenders, die Darstellung der Berechnungen der Längen von den Umlaufbahnen der Sonne, Mond und der fünf Planeten Mars, Venus, Merkur, Jupiter und Saturn sowie der Sonnen- und Mondfinsternisse. Nach der buddhistischen Tradition wurden die Inhalte des Kālacakratantra in der ursprünglichen Version von Buddha selbst gelehrt.
Dennoch vergingen mehr als 200 Jahre, bis der Kalender des Kālacakratantra durch den berühmten tibetischen Geistlichen und Herrscher Chögyel Phagpa Lodrö Gyeltshen in der 2. Hälfte des 13. Jahrhunderts als der offizielle tibetische Kalender etabliert werden konnte.
Obwohl an diesem Kalender im Laufe der folgenden Jahrhunderte zahlreiche Veränderungen vorgenommen wurden, behielt er seinen grundlegenden Charakter als lunisolarer Kalender indischer Herkunft bei.

## Jahresanfang (lo-'go)
Während der tibetischen Yar-lung-Dynastie (7. – 9. Jahrhundert) begann das Jahr mit dem Anfang des Sommers.
Seit der 2. Hälfte des 13. Jahrhunderts begann das tibetische zivile Jahr allgemein mit dem 1. Tag des 1. Hor-Monats (Mongolischer Monat). Der Jahresanfang wurde als Lo-gsar (Losar) bezeichnet.
Der Jahresfang der tibetischen astronomischen Zeitrechnung war stets der 3. Hor-Monat bzw. der Nag-zla (Sanskrit: Caitra) oder der mittlere Frühlingsmonat.
Es ist aber zu beachten, dass es in Tibet zahlreiche weitere Traditionen zur Festlegung des Jahresanfangs gab, die zur gleichen Zeit nebeneinander verwendet wurden.
Grundsätzlich ist festzuhalten, dass die Jahresanfänge in Tibet nicht mit denen des gregorianischen oder julianischen Kalenders übereinstimmten und von Jahr zu Jahr zeitlich variierten. Wird also festgestellt, dass ein bestimmtes tibetisches Jahr z. B. einem bestimmten Jahr des 19. Jahrhunderts gregorianischer Zeitrechnung entspricht, so ist zu beachten, dass ein solches tibetische Jahr meist im Zeitraum Februar–März des betreffenden gregorianischen Jahres beginnt und im Zeitraum Februar–März des Folgejahres endet.

## Jahre (lo)
Es gab in Tibet verschiedene Methoden zur Bezeichnung der Jahre, die bis in die Neuzeit nebeneinander existierten.
Die tibetischen Jahre werden im Allgemeinen mit bestimmten Namen bezeichnet (z. B. Holz-Maus (tib.: shing byi), Maus (tib.: byi) oder rab byung) und werden mit diesen Bezeichnungen in Jahreszyklen eingeordnet, die 12 Jahre oder 60 Jahre umfassen können. Der erste der beiden sechzig Jahre umfassenden Zyklen wurde aus China übernommen. Der zweite Zyklus von sechzig Jahren wurde aus Indien übernommen und mit der Übersetzung des Kālacakratantra (11. Jahrhundert n. Chr.) in Tibet bekannt. Es ist zu beachten, dass die Anfangsjahre der beiden sechzig Jahre umfassenden Zyklen nicht gleich sind. Der Gebrauch des Zwölf-Jahres-Zyklus ist schon für die Zeit der Tibetischen Monarchie (7. – 9. Jahrhundert) belegt. Eine gewisse Zählung von Jahren mit Zahlen kommt dann vor, wenn die Zahl der Jahre angegeben wird, die ab einem bestimmten Ereignis eines Ausgangsjahres (z. B. angenommene Gründung der Tibetischen Monarchie) bis zu einem Zieljahr vergangenen sind.

### Zwölf-Jahres-Zyklus
Beim „Zyklus von 12 Jahren“ (tib.: lo-'khor bcu-gnyis) wurden die Jahre mit den 12 Tiernamen des Ostasiatischen Tierkreiszyklus bezeichnet. Soweit nachweisbar ist dieser Zyklus die älteste Jahreszählung der Tibeter, die schon in der Zeit der Yar-lung-Dynastie Verwendung fand. Dieser Zyklus begann mit dem Maus-Jahr (tib.: byi) und endete mit dem Schwein-Jahr (tib.: phag ). In dem Handbuch Weißer Beryll des Regenten Sanggye Gyatsho wurden die einzelnen Jahre auch bildlich dargestellt. Diese Jahre sind:
| byi-ba (Maus) | glang (Rind) | stag (Tiger) | yos (Hase) | 'brug (Drache) | sbrul (Schlange) |
| ------------- | ------------ | ------------ | ---------- | -------------- | ---------------- |
|               |              |              |            |                |                  |

| rta (Pferd) | lug (Schaf) | spre'u (Affe) | bya (Vogel) | khyi (Hund) | phag (Schwein) |
| ----------- | ----------- | ------------- | ----------- | ----------- | -------------- |
|             |             |               |             |             |                |

### Sechzig-Jahres-Zyklus
Der „sechzig Jahre umfassende Jahreszyklus“ der Sinotibetischen Divinationskalkulation (tib.: nag-rtsis) wurde drug-cu-skor genannt.
Bei dieser Jahreszählung werden die Tiernamen des ostasiatischen Tierkreiszyklus, mit denen der Zwölfjahreszyklus gebildet wird, mit den 5 Elementen (tib.: 'byung-ba lnga) der Sinotibetischen Divinationskalkulationen Holz (tib.: shing), Feuer (tib.: me), Erde (tib.: sa), Eisen (tib.: lcags) und Wasser (tib.: chu) kombiniert. Dies ergibt 5 × 12 = 60 Jahre. Insofern bei den Tiernamen der Jahre zwischen männlichen (tib.: pho) und weiblichen (tib.: mo) unterschieden wird, wird diese Geschlechtskennzeichnung häufig hinzugefügt (z. B. shing-pho-byi und me-mo-yos). Die Elemente der vorstehenden Zuordnung repräsentieren den Lebensaspekt „Prosperität“ (tib.: dbang-thang) einer in diesem Jahr geborenen Person.
Während die Zyklen mit Ordinalzahlen gezählt wurden, wurden die einzelnen Jahre innerhalb der Zyklen in Tibet stets nur mit ihrem Namen aufgeführt, also niemals gezählt. Der erste Zyklus dieser Jahreszählung beginnt mit dem Shing-byi-Jahr (1024). Die einzelnen Jahre dieses Sechzig-Jahres-Zyklus werden wie folgt bezeichnet (hilfsweise hinzufügte eigene numerische Zählung in Klammern):
| Nr. | Name          | Nr. | Name           | Nr. | Name             | Nr. | Name         | Nr. | Name            | Nr. | Name           |
| --- | ------------- | --- | -------------- | --- | ---------------- | --- | ------------ | --- | --------------- | --- | -------------- |
| 1   | shing pho byi | 2   | shing mo glang | 3   | me pho stag      | 4   | me mo yos    | 5   | sa pho 'brug    | 6   | sa mo sbrul    |
| 7   | lcags pho rta | 8   | lcags mo lug   | 9   | chu pho spre'u   | 10  | chu mo bya   | 11  | shin pho khyi   | 12  | shing mo phag  |
| 13  | me pho byi    | 14  | me mo glang    | 15  | sa pho stag      | 16  | sa mo yos    | 17  | lcags pho 'brug | 18  | lcags mo sbrul |
| 19  | chu pho rta   | 20  | chu mo lug     | 21  | shing pho spre'u | 22  | shing mo bya | 23  | me pho khyi     | 24  | me mo phag     |
| 25  | sa pho byi    | 26  | sa mo glang    | 27  | lcags pho stag   | 28  | lcags mo yos | 29  | chu pho 'brug   | 30  | chu mo sbrul   |
| 31  | shing pho rta | 32  | shing mo lug   | 33  | me pho spre'u    | 34  | me mo bya    | 35  | sa pho khyi     | 36  | sa mo phag     |
| 37  | lcags pho byi | 38  | lcags mo glang | 39  | chu pho stag     | 40  | chu mo yos   | 41  | shing pho 'brug | 42  | shing mo sbrul |
| 43  | me pho rta    | 44  | me mo lug      | 45  | sa pho spre'u    | 46  | sa mo bya    | 47  | lcags pho khyi  | 48  | lcags mo phag  |
| 49  | chu pho byi   | 50  | chu mo glang   | 51  | shing pho stag   | 52  | shing mo yos | 53  | me pho 'brug    | 54  | me mo sbrul    |
| 55  | sa pho rta    | 56  | sa mo lug      | 57  | lcags pho spre'u | 58  | lcags mo bya | 59  | chu pho khyi    | 60  | chu mo phag    |

### Rab-byung-Zyklus
Dies ist ein Sechzig-Jahres-Zyklus indischer Herkunft, auch als (Sanskrit) Brhaspaticakra bezeichnet.
Bei Angaben von Jahren werden die Rab-byung-Zyklen mit Ordinalzahlen gezählt (also erstes rab-byung, zweites rab-byung etc.). Es ist aber anzumerken, dass die Tibeter auch hier die einzelnen Jahre innerhalb dieses Zyklus von 60 Jahren weder mit Ordinalzahlen noch mit Kardinalzahlen bezeichneten. Während also die Rab-byung-Zyklen mit Ordinalzahlen gezählt werden, werden die einzelnen Jahre mit ihren Namen aufgeführt. Eine Ausnahme bildeten tibetische Münzen aus der 1. Hälfte des 20. Jahrhunderts, auf welchen sich Angaben wie rab byung 15 lo 43 („Rab byung(-Zyklus) 15 Jahr 43“) finden.
Dieser Sechzig-Jahres-Zyklus entstand in Tibet durch Übernahme der indischen „Telinga Jahreszählung“, wobei das Jahr 1027, welches in Tibet das 1. Jahr im 1. Rab-byung-Zyklus ist, mit dem 1. Jahr des 70. Zyklus der Telinga-Zeitrechnung gleichzusetzen ist. Der Rab-byung-Zyklus wurde mit der Übersetzung des Kalacakratantra (2. Hälfte des 11. Jahrhunderts) in Tibet bekannt. Zu Datierungszwecken wurde er aber erst viele Jahrhunderte später verwendet.
Die einzelnen Jahre dieses Sechzig-Jahres-Zyklus werden wie folgt bezeichnet (hilfsweise hinzugefügte eigene numerische Zählung in Klammern):
| Nr. | Name         | Nr. | Name         | Nr. | Name             | Nr. | Name            | Nr. | Name        | Nr. | Name           |
| --- | ------------ | --- | ------------ | --- | ---------------- | --- | --------------- | --- | ----------- | --- | -------------- |
| 1   | rab-byung    | 2   | rnam-byung   | 3   | dkar-po          | 4   | rab-myos        | 5   | skyes-bdag  | 6   | anggira        |
| 7   | dpal-gdong   | 8   | dngos-po     | 9   | na-tshod ldan    | 10  | 'dzin-byed      | 11  | dbang-phyug | 12  | 'bru mang-po   |
| 13  | myos-ldan    | 14  | rnam-gnon    | 15  | khyu-mchog       | 16  | sna-tshogs      | 17  | nyi-ma      | 18  | nyi sgrol-byed |
| 19  | sa-skyong    | 20  | mi-zad       | 21  | thams-cad ´dul   | 22  | kun-'dzin       | 23  | 'gal-ba     | 24  | rnam-'gyur     |
| 25  | bong-bu      | 26  | dga’-ba      | 27  | rnam-rgyal       | 28  | rgyal-ba        | 29  | myos-byed   | 30  | gdong-ngan     |
| 31  | gser-'phyang | 32  | rnam-'phyang | 33  | sgyur-byed       | 34  | kun-ldan        | 35  | ´phar-ba    | 36  | dge-byed       |
| 37  | mdzes-byed   | 38  | khro-mo      | 39  | sna-tshogs dbyig | 40  | zil-gnon        | 41  | spre'u      | 42  | phur-bu        |
| 43  | zhi-ba       | 44  | thun-mong    | 45  | 'gal-byed        | 46  | yongs-'dzin     | 47  | bag-med     | 48  | kun-dga’       |
| 49  | srin-bu      | 50  | me           | 51  | dmar-ser can     | 52  | dus kyi pho-nya | 53  | don-grub    | 54  | drag-po        |
| 55  | blo-ngan     | 56  | rnga-chen    | 57  | khrag-skyug      | 58  | mig-dmar        | 59  | khro-bo     | 60  | zad-pa         |

### Die Jahre 2008–2020 und ihre tibetischen Entsprechungen
| Jahr (gregorianisch) | Jahr nach rab byung | Umschrift nach Wylie | Jahr nach drug cu skor | Umschrift nach Wylie | Element | Tier     | Geschlecht |
| -------------------- | ------------------- | -------------------- | ---------------------- | -------------------- | ------- | -------- | ---------- |
| 2008                 | rab byung 17 lo 22  | kun ´dzin            | drug cu skor 17 lo 25  | sa pho byi           | Erde    | Maus     | männlich   |
| 2009                 | rab byung 17 lo 23  | ´gal ba              | drug cu skor 17 lo 26  | sa mo glang          | Erde    | Rind     | weiblich   |
| 2010                 | rab byung 17 lo 24  | rnam ´gyur           | drug cu skor 17 lo 27  | lcags pho stag       | Eisen   | Tiger    | männlich   |
| 2011                 | rab byung 17 lo 25  | bong bu              | drug cu skor 17 lo 28  | lcags mo yos         | Eisen   | Hase     | weiblich   |
| 2012                 | rab byung 17 lo 26  | dga’ ba              | drug cu skor 17 lo 29  | chu pho ´brug        | Wasser  | Drachen  | männlich   |
| 2013                 | rab byung 17 lo 27  | rnam rgyal           | drug cu skor 17 lo 30  | chu mo sbrul         | Wasser  | Schlange | weiblich   |
| 2014                 | rab byung 17 lo 28  | rgyal ba             | drug cu skor 17 lo 31  | shing pho rta        | Holz    | Pferd    | männlich   |
| 2015                 | rab byung 17 lo 29  | myos byed            | drug cu skor 17 lo 32  | shing mo lug         | Holz    | Schaf    | weiblich   |
| 2016                 | rab byung 17 lo 30  | gdong-ngan           | drug cu skor 17 lo 33  | me pho spre'u        | Feuer   | Affe     | männlich   |
| 2017                 | rab byung 17 lo 31  | gser-'phyang         | drug cu skor 17 lo 34  | me mo bya            | Feuer   | Vogel    | weiblich   |
| 2018                 | rab byung 17 lo 32  | rnam-'phyang         | drug cu skor 17 lo 35  | sa pho khyi          | Erde    | Hund     | männlich   |
| 2019                 | rab byung 17 lo 33  | sgyur-byed           | drug cu skor 17 lo 36  | sa mo phag           | Erde    | Schwein  | weiblich   |
| 2020                 | rab byung 17 lo 34  | kun-ldan             | drug cu skor 17 lo 37  | lcags pho byi        | Eisen   | Maus     | männlich   |

### Jahreszählung mit Kardinalzahlen

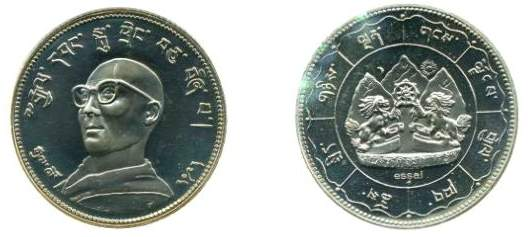
Medaille mit dem Porträt des 14. Dalai Lamas. Inschrift auf dem Avers: rgyal dbang sku phreng bcu bzhi pa rgyal lo 2093. Inschrift auf dem Revers: gangs ljongs rgyal khab chos srid gnyis ldan

Auf tibetischem Papiergeld der ersten Hälfte des 20. Jahrhunderts beobachten wir die Verwendung von Kardinalzahlen zur Bezeichnung von Jahren. Die Epoche, also das Anfangsjahr dieser Jahreszählung, ist ein angenommenes Jahr der Gründung der tibetischen Monarchie, nämlich das Jahr 255 n. Chr., dem vermuteten Geburtsjahr des Königs Thothori Nyantsen (tib.: tho ris gnyan btsan). Eine Jahresangabe wie 1659 ist als „Jahr 1659 seit der Gründung der tibetischen Monarchie“ zu lesen. 1659 entspricht somit in der westlichen Zeitrechnung dem Jahr (1659 + 255 – 1 =) 1913. Die Einführung dieser Jahreszählung stand in einem unmittelbaren Zusammenhang mit der Ausrufung der tibetischen Unabhängigkeit durch den 13. Dalai Lama im Jahre 1912.
Seit der 2. Hälfte des 20. Jahrhunderts wird auch eine Jahresangabe verwendet, nach der z. B. das Jahr 2009 mit dem tibetischen Jahr 2136 gleichgesetzt wird. Diese relativ moderne Methode der Jahreszählung wird auch als „Bot Gyalo“, besser wäre „Bö Gyello“, (tib.: rgyal lo) bezeichnet. Hier hat man das Gründungsjahr der tibetischen Monarchie, das auch hier als Epoche dient, in das Jahr 127 v. Chr. verlegt, welches angeblich das Jahr der Ankunft des Königs gNya khri btsan po in Tibet war.
Auf tibetischen Kalendern der zweiten Hälfte des 20. Jahrhunderts und auf Tibetischen Münzen findet sich die Verwendung einer rab lo genannten Jahreszählung, deren Epoche das 1. Jahr des 1. Rab-byung-Zyklus ist. Dies entspricht dem Jahr 1027. Rab lo 928 entspricht somit dem Jahr 1954.
| Jahr (gregorianisch)     | Anfangsjahr 127 v. Chr. | Anfangsjahr 255 n. Chr. | Anfangsjahr 1027 n. Chr. |
| ------------------------ | ----------------------- | ----------------------- | ------------------------ |
| Ab ca. Februar/März 2015 | 2141                    | 1761                    | 989                      |
| Ab ca. Februar/März 2016 | 2142                    | 1762                    | 990                      |
| Ab ca. Februar/März 2017 | 2143                    | 1763                    | 991                      |
| Ab ca. Februar/März 2018 | 2144                    | 1764                    | 992                      |
| Ab ca. Februar/März 2019 | 2145                    | 1765                    | 993                      |
| Ab ca. Februar/März 2020 | 2146                    | 1766                    | 994                      |
| Ab ca. Februar/März 2021 | 2147                    | 1767                    | 995                      |
| Ab ca. Februar/März 2022 | 2148                    | 1768                    | 996                      |
| Ab ca. Februar/März 2023 | 2149                    | 1769                    | 997                      |
| Ab ca. Februar/März 2024 | 2150                    | 1770                    | 998                      |
| Ab ca. Februar/März 2025 | 2151                    | 1771                    | 999                      |

## Kalendermonate (zla ba)

Neumond am 30. Kalendertag

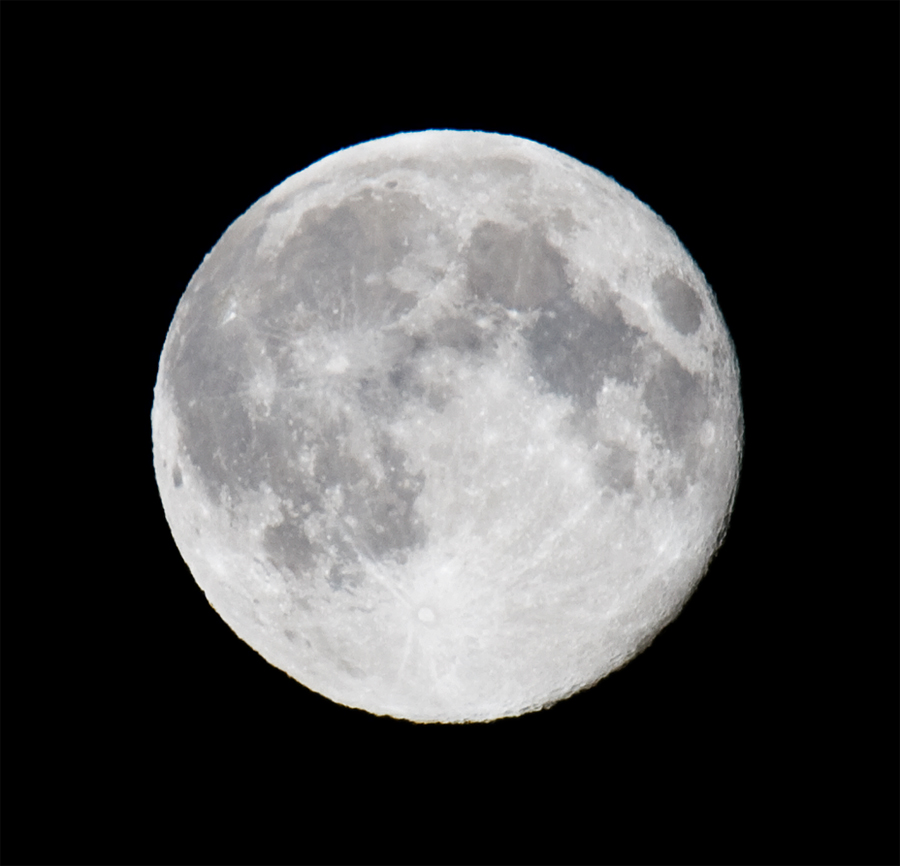
Vollmond am 15. Kalendertag

Grundsätzlich ist ein tibetischer Kalendermonat (tib.: zla ba) die Zeitspanne zwischen zwei Neumonden. Dies bedeutet, dass in der Regel Neumond am 30. Kalendertag eines Monats stattfindet und Vollmond auf den 15. Kalendertag fällt.
Genau genommen ist dieses Zeitintervall der sogenannte synodische Monat, also die Zeitspanne, die der Mond für eine Änderung der Elongation von 360 Grad zur Sonne benötigt. Diese Zeitspanne wird in der tibetischen Astronomie als tshes zla bezeichnet.
Nach der Definition der tibetischen Astronomie und Kalenderrechnung beginnt ein Kalendermonat mit dem Anfang des natürlichen Tages oder Wochentages, in dem der erste lunare Tag (siehe unten) endet. Er endet mit dem Ende des natürlichen Tages oder Wochentages, in dem der 30. lunare Tag endet. Dies hat zur Folge, dass die Länge des tibetischen Kalendermonats sich an der Länge des synodischen Monats orientiert, von ihr aber verschieden ist.

### Jahreszeitenmonate
Während der tibetischen Yar-lung-Dynastie (7.–9. Jahrhundert) wurden die Kalendermonate nach den vier Jahreszeiten benannt:
| Erster Frühlingsmonat dpyid-zla ra-ba | Mittlerer Frühlingsmonat dpyid-zla 'bring-po | Letzter Frühlingsmonat dpyid-zla mtha'-chung |
| Erster Sommermonat dbyar-zla ra-ba    | Mittlerer Sommermonat dbyar-zla 'bring-po    | Letzter Sommermonat dbyar-zla mtha'-chung    |
| Erster Herbstmonat ston-zla ra-ba     | Mittlerer Herbstmonat ston-zla 'bring-po     | Letzter Herbstmonat ston-zla mtha'-chung     |
| Erster Wintermonat dgun-zla ra-ba     | Mittlerer Wintermonat dgun-zla 'bring-po     | Letzter Wintermonat dgun-zla mtha'-chung     |

### Monate des Tierkreiszyklus
Ab dem 12. Jahrhundert beobachten wir den Gebrauch der zwölf Namen des Ostasiatischen Tierkreiszyklus zur Bezeichnung der Monate, nämlich
byi-ba (Maus), glang (Rind), stag (Tiger), yos (Hase), 'brug (Drache), sbrul (Schlange), rta (Pferd), lug (Schaf), spre'u (Affe), bya (Vogel), khyi  (Hund) und phag (Schwein).
Die Unterscheidung nach männlichen (tib.: pho) und weiblichen Monaten (tib.: mo) entspricht der Differenzierung bei den entsprechenden Bezeichnungen der Jahre. Außerdem gibt es noch nach den Sinotibetischen Divinationskalkulationen analog zu den Jahresbezeichnungen die Gepflogenheit, den Tiernamen bestimmte Elemente zuzuordnen, woraus 60 Monatsbezeichnungen resultieren.

### Mondhausmonate

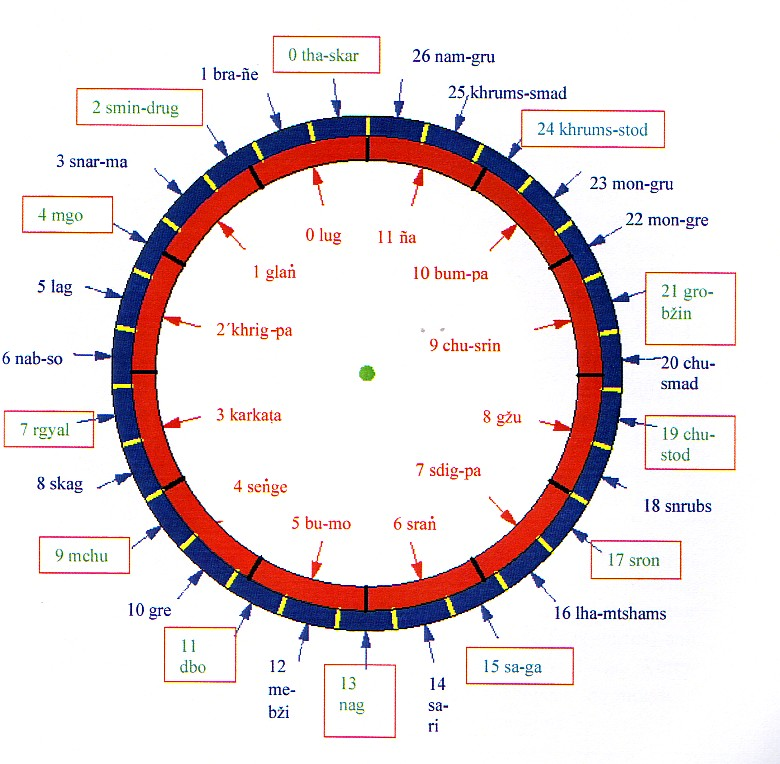
Die tibetische Aufteilung der Ekliptik in 12 Tierkreiszeichen (rot) und 27 Mondhäuser (blau). Die zur Monatsbezeichnung verwendeten Mondhäuser sind mit grüner Schrift rot umrandet dargestellt

Schon im 9. Jahrhundert wurden die Tibeter mit der indischen Methode der Bezeichnung von Monaten mit den Mondhäuser (tib.: rgyu skar) genannten Abschnitten der Ekliptik vertraut gemacht, bei der ein Monat nach dem Mondhaus bezeichnet wird, in dem grob gesprochen jeweils Vollmond stattfindet. Dies trifft bei genauer Rechnung nach der tibetischen Kalenderrechnung nicht immer zu, was den tibetischen Astronomen natürlich bekannt war. Gleichwohl wurde die aus Indien überlieferte traditionelle Monatsbezeichnung übernommen.
Die praktische Verwendung dieser Bezeichnungen für den Kalender in Tibet geht aber wohl letztlich auf die Verbreitung des Kalenders des Kālacakratantra ab der 2. Hälfte des 11. Jahrhunderts zurück, wobei der tatsächliche Gebrauch erst in der zweiten Hälfte des 13. Jahrhunderts einsetzte. Die zur Bezeichnung verwendeten Mondhäuser sind:
mchu, dbo, nag, sa ga, snron, chu stod, gro bzhin, khrums, tha skar, smin drug, mgo und rgyal.
Die Monatsbezeichnung erhält man, indem man diesen Namen der Mondhäuser die Bezeichnung „Monat“ (tib.: zla ba) anfügt, wie z. B. in dbo zla ba.

### Hor-Monate
In der zweiten Hälfte des 13. Jahrhunderts führte der berühmte tibetische Herrscher und Geistliche chos-rgyal 'Phags-pa Blo-gros rgyal-mtshan (Chögyel Phagpa) das System einer Monatszählung mit Ordinalzahlen an. Dies ist die sogenannte hor-zla Zählung (Mongolischer Monat).
Diese sind:
| 1. Hor-Monat (hor-zla dang-po) 2. Hor-Monat (hor-zla gnyis-pa) 3. Hor-Monat (hor-zla gsum-pa) 4. Hor-Monat (hor-zla bzhi-pa) 5. Hor-Monat (hor-zla lnga-pa) 6. Hor-Monat (hor-zla drug-pa) | 7. Hor-Monat (hor-zla bdun-pa) 8. Hor-Monat (hor-zla brgyad-pa) 9. Hor-Monat (hor-zla dgu-pa) 10. Hor-Monat (hor-zla bcu-pa) 11. Hor-Monat (hor-zla bcu-gcig-pa) 12. Hor-Monat (hor-zla bcu-gnyis-pa) |

Alle diese Systeme der Monatszählung bzw. Monatsbezeichnung waren parallel bis 1960 in Tibet in Gebrauch.
Zur Festlegung der Monatslängen siehe die nachfolgenden Erläuterungen zu „Tage“ (zhag).

### Zuordnung der verschiedenen Monatsarten

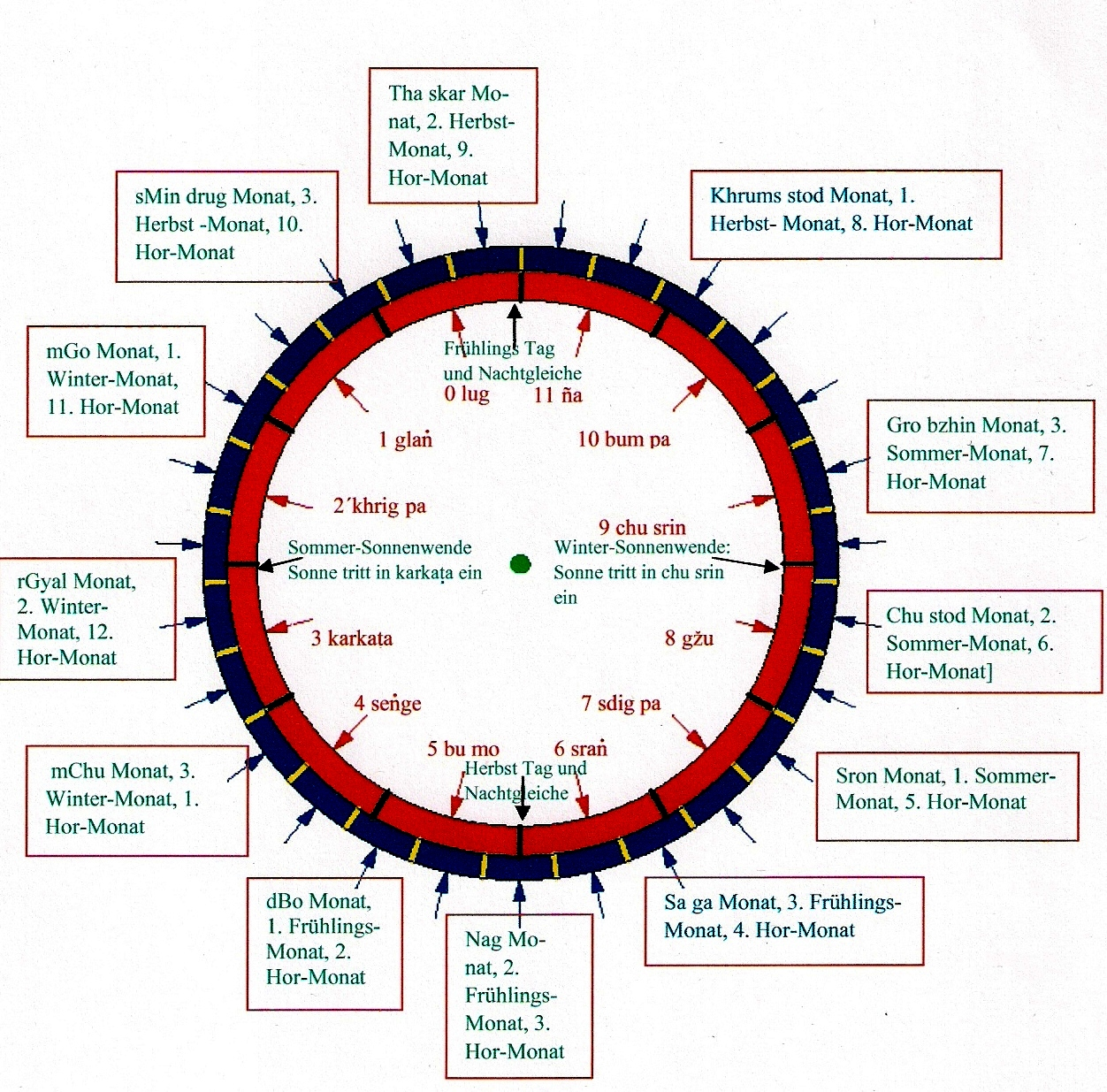
Die tibetische Aufteilung der Ekliptik, die Sonnenwenden und die zugeordneten Monatsbezeichnungen nach dem Kālacakratantra und der Tshurphu-Schule

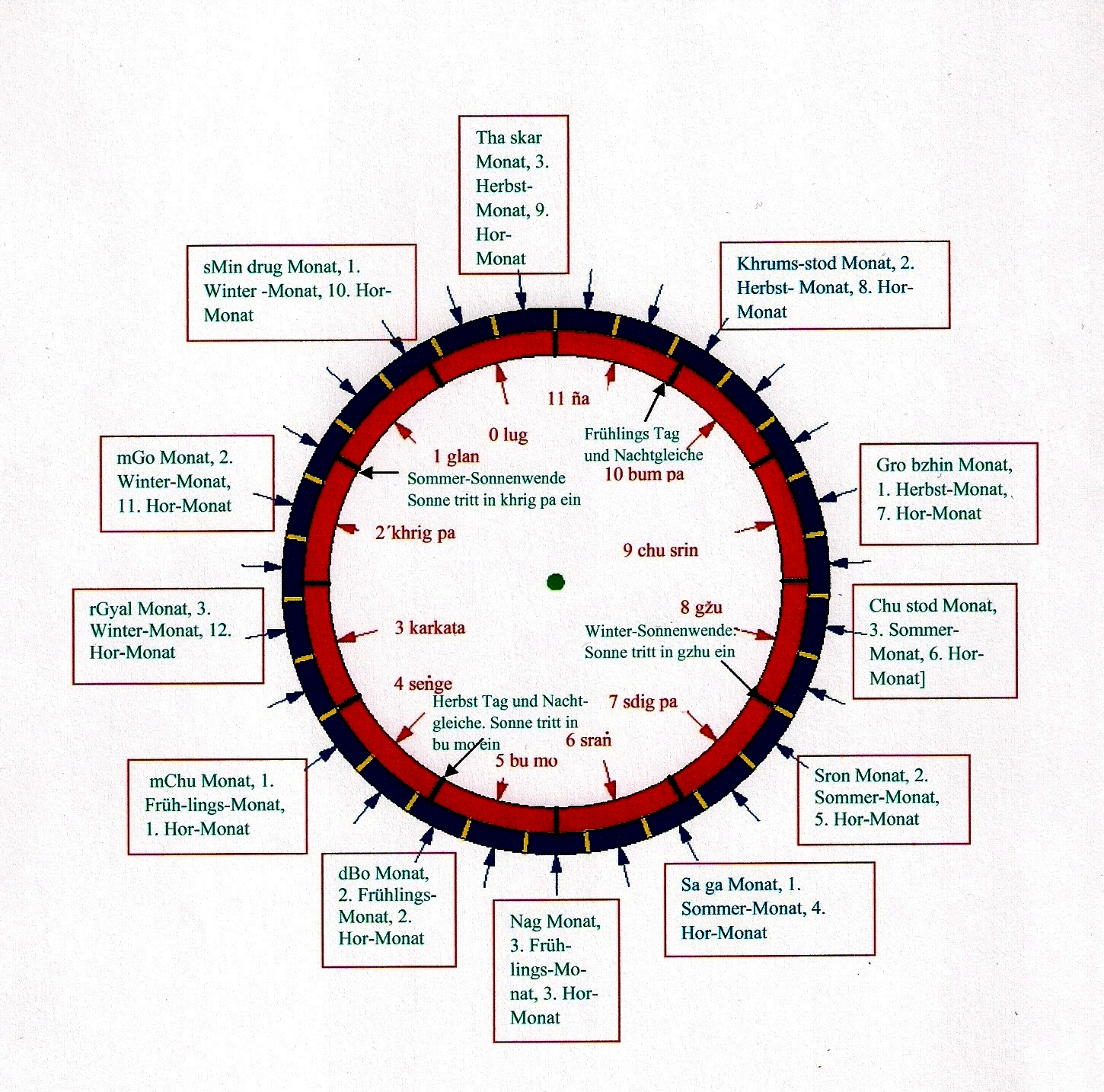
Die tibetische Aufteilung der Ekliptik, die Sonnenwenden und die zugeordneten Monatsbezeichnungen nach Dragpa Gyeltshen, Phagpa und der Phugpa-Schule

In allen tibetischen Kalendern, die in der Tradition der Kalenderrechnung des Kālacakratantra standen, wurde der 1. Monat bzw. der Jahresanfangsmonat des zivilen Jahres, der seit dem 13. Jahrhundert als 1. Hor-Monat bezeichnet wurde, mit dem mChu-Monat gleichgesetzt. Unterschiede ergaben sich in den verschiedenen astronomischen Schulen bezüglich der weiteren Zuordnung der Jahreszeitenmonate und der Monate des Tierkreiszyklus.
Nach dem Kālacakratantra ist, wie links dargestellt, der mChu-Monat (später auch 1. Hor-Monat) mit dem letzten bzw. 3. Wintermonat gleichgesetzt. Dabei ging das Kālacakratantra davon aus, dass z. B. die Sommersonnenwende mit Eintritt der Sonne in das Tierkreiszeichen karkaṭa (Krebs, Cancer) und die Wintersonnenwende mit Eintritt der Sonne in das Tierkreiszeichen chu-srin (Steinbock, Capricornus) stattfand. Die mittleren Jahreszeitenmonate entsprachen damit den Ereignissen der Sonnenwenden und den Tag-und-Nacht-Gleichen. Zum Beispiel entsprach der 2. Frühlingsmonat der Tag-und-Nacht-Gleiche im Frühling.
Eine Änderung dieser Zuordnung zeichnete sich zu Beginn des 13. Jahrhunderts zur Zeit des Dragpa Gyeltshen ab, der darauf hinwies, dass nach dem ihm bekannten chinesischen Kalender der mChu -Monat dem 1. Frühlingsmonat entsprach. Eine entsprechende Änderung für den tibetischen Kalender, auf der Abbildung rechts dargestellt, wurde dann von Chögyel Phagpa vollzogen. Der Hintergrund dieser Änderung waren zweifellos auch Messungen der Sonnenwenden nach einer im Kālacakrāvatāra des Abhayākaragupta (1084–1130) beschriebenen Methode. Dabei stellte man fest, dass die Wintersonnenwende genau einen solaren Monat früher stattfand als im Kālacakratantra beschrieben. Das Gleiche traf natürlich auch für die Sommersonnenwende und die Tag-und-Nacht-Gleichen zu. Die Vorverlegung der Jahreszeitenmonate um einen Monat folgte daraus somit konsequenterweise.
Bezüglich der Zuordnung der Monate des ostasiatischen Tierkreiszyklus findet sich bei Dragpa Gyeltshen, Phagpa und der Tshurphu-Schule die Gleichsetzung von erstem Hor-Monat und Tiger-Monat (tib.: stag). Die Phugpa Schule ging von der Zuordnung von 1. Hor-Monat und Drache-Monat (tib.: ´brug) aus.

### Schaltmonate (zla bshol)
Da der Zeitraum von zwölf lunaren Monaten grundsätzlich kürzer ist als ein solares Jahr, entsteht im lunisolaren Kalender generell das Problem, diesen Zeitunterschied auszugleichen. Im tibetischen Kalender wird dieser Ausgleich durch die Hinzufügung von Schaltmonaten (tib.: zla bshol oder zla lhag) geregelt. Im Laufe des 2. Jahrtausend wurden in Tibet verschiedene Methoden zur Hinzufügung von Schaltmonaten angewendet.

## Tage (zhag)
Die Tage innerhalb eines Monats im tibetischen Kalender sind grundsätzlich natürliche Tage.
Gezählt (nummeriert) werden sie mit Kardinalzahlen. Dies sind stets die Nummern, mit denen die zugeordneten lunaren Tage gezählt werden. Dabei können einige Nummern ausfallen oder gelegentlich zweimal auftreten. Das Ausfallen von Nummern führt regelmäßig zur Verkürzung einiger Monate, da Monate grundsätzlich mit dem Tag enden, der die Nummer (Datumszahl) 30 trägt. Wird diese Zahl weggelassen, endet der Monat natürlich mit dem Tag, der die Zahl 29 besitzt. Die Verkürzung eines Monats durch Weglassen von Tagen ist auch im gregorianischen Kalender geläufig. So umfasst der Monat Januar 31 Tage und der Monat April 30 Tage.
Da ein synodischer Monat kürzer ist als ein Zeitraum von 30 natürlichen Tagen, der genaue Wert ist 29,53059 natürliche Tage, ist die Verkürzung einiger Monate unausweichlich, wenn man die Regel einhalten will, dass der Vollmond auf den 15. Tag und der Neumond auf den 30. Tag eines Monats fallen soll.
Vor dem 12. Jahrhundert beobachten wir den Gebrauch der Verkürzungen von bestimmten Monaten auf 29 Tage, wobei die Verkürzung von Monaten bei männlichen Jahren anders vorgenommen wird als bei weiblichen Jahren.
Mit der Einführung der Kalacakratantra-Kalenderrechnung in der 2. Hälfte des 13. Jahrhunderts erfolgte die Verkürzung nach einem komplizierten Rechenverfahren, so dass nun bestimmte Datumstage mitten im Monat ausgelassen werden konnten. Außerdem konnte es nun vorkommen, dass zwei aufeinanderfolgende natürliche Tage mit der gleichen Nummer gezählt wurden.
Im Zusammenhang mit dem tibetischen Kalender ist die Verwendung von drei verschiedenen Arten von Tagen (tib.: zhag) bemerkenswert, nämlich des khyim-zhag, tshes-zhag und des nyin-zhag.
Die ersten beiden dieser Tagesarten sind astronomische Tage.

### Zodiak-Tag
Die Zeit, die die mittlere Sonne benötigt, um ein Tierkreiszeichen (tib.: khyim) zu durchlaufen, wird khyim-zla (solarer Monat) genannt. Der dreißigste Teil eines solaren Monats ist ein khyim-zhag. Wir können dies als Zodiak-Tag bezeichnen, da es hierzu keine gebräuchliche Bezeichnung in der wissenschaftlichen Terminologie gibt.

### Lunarer Tag
Die Zeit, die der Mond für eine Änderung der Elongation von 12 Grad benötigt, wird als lunarer Tag (tib.: tshes-zhag) bezeichnet. Die Länge eines solchen Tages variiert erheblich wegen der Unregelmäßigkeiten in der Bewegung von Sonne und Mond als Folge der Bahnellipsen (siehe Mittelpunktsgleichung).
Der Zeitraum von 30 lunaren Tage wird als synodischer Monat (tib.: tshes-zla) bezeichnet. Dies ist der Zeitraum von Neumond zu Neumond. Dieser Zeitraum entspricht der Zeit, die der Mond für eine Elongationszyklus von 360 Grad benötigt.

### Natürlicher Tag
Als natürlicher Tag (tib.: nyin-zhag) wird in Tibet die Zeitspanne zwischen zwei aufeinanderfolgenden Morgendämmerungen festgelegt.
Genau genommen ist ein Monat, der in den tibetischen Almanachen aufgeführt wird und der von uns tibetischer Kalendermonat bezeichnet wird, nicht das Gleiche wie ein synodischer bzw. lunarer Monat (tib.: tshes-zla). Im Tibetischen gibt es keinen speziellen Begriff für Kalendermonat.
Ein tibetischer Kalendermonat beginnt mit dem Wochentag oder natürlichen Tag (tib.: gza' oder nyin-zhag), in dem der erste lunare Tag (tib.: tshes-zhag) endet. Ein tibetischer Kalendermonat endet mit dem Wochentag oder natürlichen Tag (tib.: gza' oder nyin-zhag), in dem der 30. lunare Tag (tib.: tshes-zhag) endet. Als Folge hiervon umfasst ein tibetischer Kalendermonat 29 oder 30 natürliche Tage.

### Ausgelassene und hinzugefügte Tage
In der Aufeinanderfolge der Wochentage gibt es keine weggelassenen oder hinzugefügten Tage bzw. Wochentage, die zweimal auftreten. Aber insofern diese Tage unter der Bezeichnung tshes (Datum) mit einer Kardinalzahl gezählt werden, kann es vorkommen, dass bestimmte Nummern nicht vorkommen oder zweimal hintereinander vergeben werden. Diese lunaren Datumszahlen werden von 1 bis 30 vergeben. Dabei kann es vorkommen, dass auf einen Montag mit der Datumszahl 1 ein Dienstag mit der Datumszahl 3 folgt. Andererseits kommt es vor, dass auf einen Montag mit der Datumszahl 1 ein Dienstag mit der gleichen Datumszahl 1 folgt.
Dies führt dazu, dass die Umrechnung von tibetischen Datumsangaben in die europäische Zeitrechnung als schwierig angesehen wurde. Andererseits liegen seit 1973 mit Computerprogrammen errechnete, verlässliche Umrechnungstabellen vor, so dass nunmehr solche Umrechnungen einfach durchzuführen sind.

### Wochentage
Ein Wochentag (tib.: gza') ist grundsätzlich immer ein natürlicher Tag (tib.: nyin-zhag).
Es gibt sieben Wochentage, die mit den Namen von Sonne (tib.: nyi-ma) und Mond (tib.: zla-ba) und mit den Namen der fünf Planeten Mars (tib.: mig-dmar), Merkur (tib.: lhag-pa), Jupiter (tib.: phur-bu), Venus (tib.: pa-sangs) und Saturn (tib.: spen-pa) bezeichnet werden. Diese sind:
gza' nyi-ma (Sonntag), gza' zla-ba (Montag), gza' mig-dmar (Dienstag), gza' lhag-pa (Mittwoch), gza' phur-bu (Donnerstag), gza' pa-sangs (Freitag) und gza' spen-pa (Samstag).

### Tage des Tierkreiszyklus
Nach den sinotibetischen Divinationskalkulationen wurde der Gebrauch der zwölf Namen des ostasiatischen Tierkreiszyklus zur Bezeichnung der lunaren Tage eingeführt. In dem Handbuch Weißer Beryll des Regenten Sanggye Gyatsho wurden die einzelnen Tage auch bildlich dargestellt. Diese Tage sind:
| byi-ba (Maus) | glang (Rind) | stag (Tiger) | yos (Hase) | 'brug (Drache) | sbrul (Schlange) |
| ------------- | ------------ | ------------ | ---------- | -------------- | ---------------- |
|               |              |              |            |                |                  |

| rta (Pferd) | lug (Schaf) | spre'u (Affe) | bya (Vogel) | khyi (Hund) | phag (Schwein) |
| ----------- | ----------- | ------------- | ----------- | ----------- | -------------- |
|             |             |               |             |             |                |

Die Unterscheidung nach männlichen (tib. pho) und weiblichen Tagen (tib. mo) entspricht der Differenzierung bei den entsprechenden Bezeichnungen der Jahre. Außerdem gibt es noch nach den sinotibetischen Divinationskalkulationen analog zu den Jahresbezeichnungen die Gepflogenheit, den Tiernamen bestimmte Elemente zuzuordnen, woraus 60 Tagesbezeichnungen resultieren.
Diese Tagesbezeichnungen werden im Kalender wie die Zahlen der lunaren Tage behandelt. Fällt eine solche Zahl aus, fehlt auch die Tagesbezeichnung nach dem Tierkreiszyklus. Kommt die Zahl doppelt vor, tritt auch die Bezeichnung nach dem Tierkreiszyklus doppelt auf.

## Tageszeiten
Die im Folgenden erläuterten Tageszeiten (tib.: dus tshod) beziehen sich auf die Einteilung des natürlichen Tages (tib.: nyin zhag)  in zwölf Teile. In der tibetischen Astronomie und Kalenderrechnung verwendete mathematisch-astronomische Unterteilungen dieser Zeiteinheit werden hier nicht behandelt.
Die zwölf Einheiten der Einteilung des natürlichen Tages sind die Zeitabschnitte
nam lang Morgendämmerung, auch als yos „Hase“ bezeichnet,
nyi shar Sonnenaufgang, auch als ´brug „Drache“ bezeichnet,
nyi dros Vormittag, auch sbrul „Schlange“ bezeichnet,
nyin phyed Mittagszeit, auch als  rta „Pferd“ bezeichnet,
phyed yol früher Nachmittag, auch als lug „Schaf“ bezeichnet,
myur kha später Nachmittag, auch sprel „Affe“ bezeichnet,
nyi nub Sonnenuntergang, auch als bya „Vogel“ bezeichnet,
sa sros Abenddämmerung, auch als khyi „Hund“ bezeichnet,
srod ´khor später Abend, auch als phag „Schwein“ bezeichnet,
nam phyed Mitternacht, auch als byi „Maus“ bezeichnet,
phyed yol nach Mitternacht, auch als glang „Rind“ bezeichnet,
tho rang späte Nacht, auch als stag „Tiger“ bezeichnet.
Die Tageszeiten werden also auch wie die Jahre, Monate und Tage mit den Tiernamen des ostasiatischen Tierkreiszyklus bezeichnet. Den Bezeichnungen mit den Tiernamen des ostasiatischen Tierkreiszyklus können die Namen der fünf Elemente der Sinotibetischen Divinationskalkulationen hinzugefügt werden.

## Primärquellen
- (Sanskrit) Kālacakratantra. (Tibetisch) mChog gi dang-po sangs-rgyas las phyung-ba rgyud kyi rgyal-po dus kyi 'khor-lo.
- Grags-pa rgyal-mtshan: Dus-tshod bzung-ba'i rtsis-yig.
- sde-srid Sangs-rgyas rgya-mtsho: Phug-lugs rtsis kyi legs-bshad mkhas-pa'i mgul-rgyan vaidur dkar-po'i do-shal dpyod-ldan snying-nor.
- karma Nges-legs bstan-'dzin: gTsug-lag rtsis-rigs tshang-ma'i lag-len 'khrul-med mun-sel nyi-ma ñer-mkho'i 'dod-pa 'jo-ba'i bum-bzang.

## Sekundärquellen
- Alexander Csoma de Körős: A Grammar of the Tibetan Language. Baptist Mission Press, Calcutta 1834.
- Berthold Laufer: The Application of the Tibetan Sexagenary Cycle. In: T'oung Pao.  14, 1913, ISSN 0082-5433, S. 569–596.
- Winfried Petri: Indo-tibetische Astronomie. Habilitationsschrift zur Erlangung der venia legendi für das Fach Geschichte der Naturwissenschaften an der Hohen Naturwissenschaftlichen Fakultät der Ludwig Maximilians Universität zu München. München 1966
- Paul Pelliot: Le Cycle Sexagénaire dans la Chronologie Tibétaine. In: Journal Asiatique. 11. Sér., 1, 1913, ISSN 0021-762X, S. 633–667, online.
- Dieter Schuh: Untersuchungen zur Geschichte der Tibetischen Kalenderrechnung. Steiner, Wiesbaden 1973 (Verzeichnis der orientalischen Handschriften in Deutschland. Supplement 16, ZDB-ID 538341-9).
- Dieter Schuh: Grundzüge der Entwicklung der Tibetischen Kalenderrechnung. In: Wolfgang Voigt (Hrsg.): XVIII. Deutscher Orientalistentag. Vom 1. – 5. Okt. 1972 in Lübeck. Vorträge. Steiner, Wiesbaden 1974, ISBN 3-515-01860-3, S. 554–566 (Zeitschrift der Deutschen Morgenländischen Gesellschaft. Supplement 2), online.
- Dieter Schuh (Hrsg.): Contributions to the History of Tibetan Mathematics, Tibetan Astronomy, Tibetan Time Calculation (Calendar) and Sino-Tibetan Divination. Four Volumes. In: Karl-Heinz Everding (Hrsg.): Archiv für zentralasiatische Geschichtsforschung. Heft 17–20. Verlagsinformation
- Zuiho Yamaguchi: Chronological Studies in Tibet. Chibetto no rekigaku: Annual Report of the Zuzuki Academic foundation X, 1973, S. 77–94.
- Zuiho Yamaguchi: The Significance of Intercalary Constants in the Tibetan Calender and Historical Tables of Intercalary Month. In: Ihara Shōren, Yamaguchi Zuihō (Hrsg.): Tibetan Studies. Proceedings of the 5th Seminar of the International Association for Tibetan Studies. Band 2: Language, history and culture. Naritasan Shinshoji, Narita-shi u. a. 1992, S. 873–895 (Monograph series of Naritasan Institute for Buddhist Studies. Occasional papers 2, 2, ZDB-ID 1225128-8).